# Закржевский, Юлиан Фёдорович
Юлиан Фёдорович Закржевский (1852—1915) — русский оперный и камерный певец (тенор), педагог.  
Особенное дарование певца проявилось в драматических и трагедийных партиях, количество которых в его карьере составило более 50.

## Биография

Ю. Ф. Закржевский

Родился 29 сентября 1852 года в Галиции в семье помещика.
Пению начал обучаться во Львовской консерватории у К. Микули. Позднее совершенствовался в Венеции у профессора Пиццолоти.
В 1871 году дебютировал в Праге (вначале в чешской, а затем немецкой труппах). В последующие годы выступал в Венеции (1874), снова в Праге, Львове, Кракове и Варшаве (1876), Киеве (1878—1882), Москве (1882—1884, в Большом театре). Позднее Закржевский выступал в губернских городах Российской империи: в Казани (1888—1891, 1898 и 1901), Саратове (1892), Перми (1897—1898), Харькове, Астрахани, Нижнем Новгороде (1885). В 1901 году в Казани отметил 30-летний юбилей своей артистической деятельности.
Юлиан Фёдорович обладал мощным и ровным голосом широкого диапазона, драматическим темпераментом, выдающимся актерским мастерством, имея яркую сценическую внешность. Хорошая вокальная школа позволяла певцу исполнять разнохарактерные партии, преодолевая технические трудности. Его партнёрами были — М. Инсарова, О. Соколова-Фрелих, Н. Унковский, А. Ухтомская-Баронелли; выступал он под управлением И. Палицына.
В 1907 из-за потери голоса певец был вынужден покинуть сцену. Последние годы жизни жил в Казани, где давал частные уроки пения. В числе его учеников был Ф. Эрнст. В последние годы своей жизни бедствовал и болел. В 1913 казанские власти не разрешили концерт в пользу Закревского, ссылаясь на то, что певец в своё время помогал революционерам.
В Казани встречался с Фёдором Шаляпиным, который после одной из них писал:

Кумиром публики, а особенно молодежи — студенток и курсисток — был тенор Закржевский. Его обожали, его буквально носили на руках, молодёжь выпрягала лошадей из его экипажа и везла по улицам на себе. Помню, с каким благоговением стоял я перед дверью, на медной дощечке которой было выгравировано: «Юлиан Федорович Закржевский».
Помню, как трепетало у меня сердце, ожидая — вдруг дверь отворится, и я увижу этого всеми обожаемого человека!
Несколько лет спустя я встретил Закржевского полубольным, всеми забытым, в нищете. Я имел грустную честь помочь ему немножко и видел на его глазах слезы обиды и благодарности, слезы гнева и бессилия. Это была тяжелая встреча.

Умер Ю. Ф. Закржевский 25 апреля (8 мая по новому стилю) 1915 года в Казани.